# 椎名急送
椎名急送（しいなきゅうそう）は、千葉県香取市返田にある運送会社。
由加丸船団として、「トラック野郎シリーズ」等の映画作品やTVドラマ等で車両が多数出演をしている。由加丸の名前の由来は、社長の娘の名前から。美加丸は次女の名前から。

## 「トラック野郎シリーズ」出演車両
コリーダ丸
『トラック野郎・天下御免』で、杉浦直樹が乗車。ベースは日野・KF中期型。

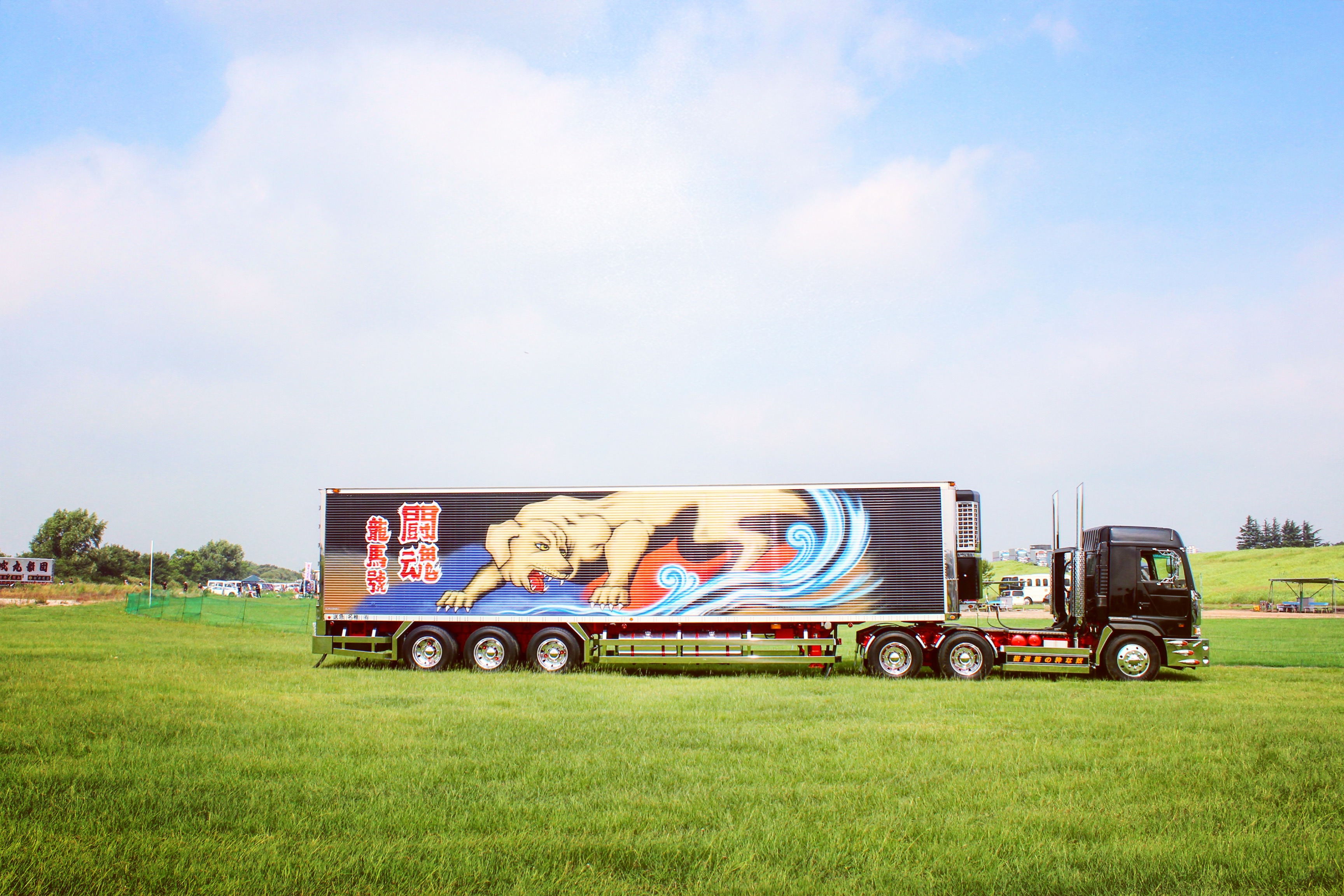
龍馬号
『トラック野郎・故郷特急便』で、原田大二郎が乗車。ベースは日野・HE後期型。
トラクタは現存しているが、かつて牽引されていたトレーラーは、テレビ番組『西村雅彦のさよなら20世紀』の企画で爆破処分され、現存していない。
最近では、アオシマで美加丸や水郷特急等の名車がプラモデル化されている。